# Marschacht
Marschacht település Németországban, azon belül Alsó-Szászország tartományban. Lakosainak száma 3985 fő (2023. december 31.). Marschacht Tespe és Drage községekkel határos.

## Népesség
A település népességének változása:
| Lakosok száma | 3856 | 3884 | 3933 | 3993 | 3989 | 3985 |
|               | 2016 | 2017 | 2019 | 2021 | 2022 | 2023 |